# Pomatiidae
Pomatiidae is een familie van weekdieren uit de klasse van de Gastropoda (slakken).

## Geslacht
- Pomatias Studer, 1789